# Reinaldo Rebello
Reinaldo Segundo Rebello Monsalve (* 28. November 1925; † 30. November 2004) war ein chilenischer Fußballspieler. Der Stürmer absolvierte ein Länderspiel für die chilenische Nationalmannschaft.

## Karriere

### Verein
Reinaldo Rebello spielte mindestens von 1948 bis 1952 für den CD Santiago Morning. 1948 erzielte der Offensivspieler 13 Tore für seinen Klub. Weitere Informationen zur Vereinskarriere von Rebello sind nicht belegt.

### Nationalmannschaft
Reinaldo Rebello absolvierte für Chile im Februar 1950 ein Freundschaftsspiel gegen Bolivien. Die 0:2-Niederlage, bei der der Offensivakteur für Mario Lorca eingewechselt worden war, war sein einziges Spiel im Nationaltrikot.